# VV Cephei
VV Cephei è una stella binaria a eclisse situata nella costellazione del Cefeo. È formata da una supergigante rossa e da una stella bianco-azzurra, che riempie il suo lobo di Roche e pare essere di sequenza principale. Le due stelle si trovano a quasi 5000 anni luce di distanza dalla Terra, inizialmente erano state considerate far parte dell'associazione stellare Cepheus OB2, distante 240 anni luce dal sistema solare, ma da recenti studi parrebbe non ci sia relazione tra VV Cephei e l'associazione stellare.

## Osservazione
La sua posizione è fortemente boreale e ciò comporta che la stella sia osservabile prevalentemente dall'emisfero nord, dove si presenta circumpolare anche da gran parte delle regioni temperate; dall'emisfero sud la sua visibilità è invece limitata alle regioni temperate inferiori e alla fascia tropicale. La sua magnitudine massima, pari a +4,90 le consente di essere scorta solo con un cielo non eccessivamente inquinato.
Il periodo migliore per la sua osservazione nel cielo serale ricade nei mesi compresi fra fine giugno e novembre; nell'emisfero nord è visibile anche per tutto l'autunno, grazie alla declinazione boreale della stella, mentre nell'emisfero sud può essere osservata in particolare durante i mesi del tardo inverno australe.

## Le componenti del sistema

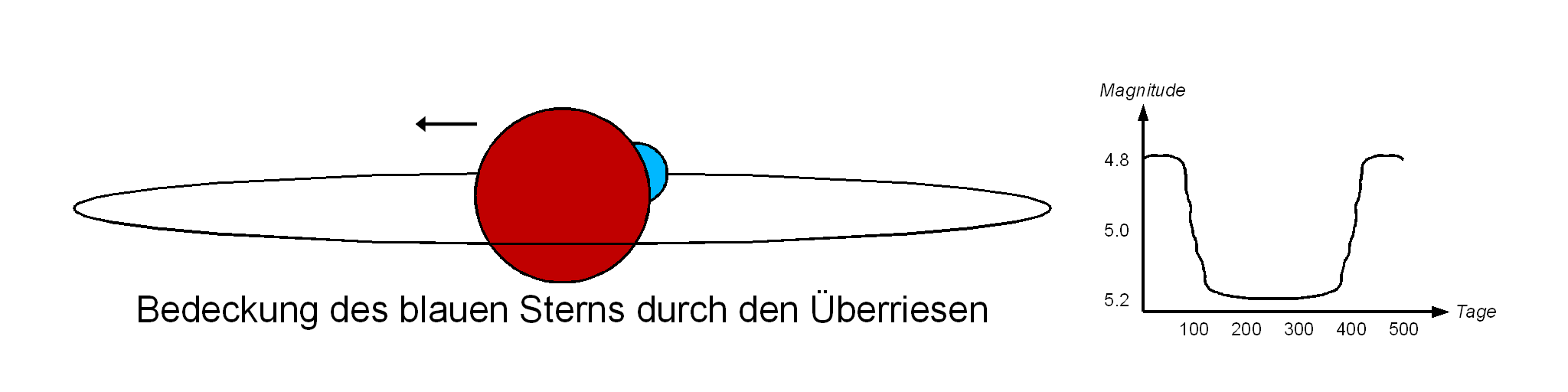
La curva di luce del sistema binario ad eclisse di VV Cephei.

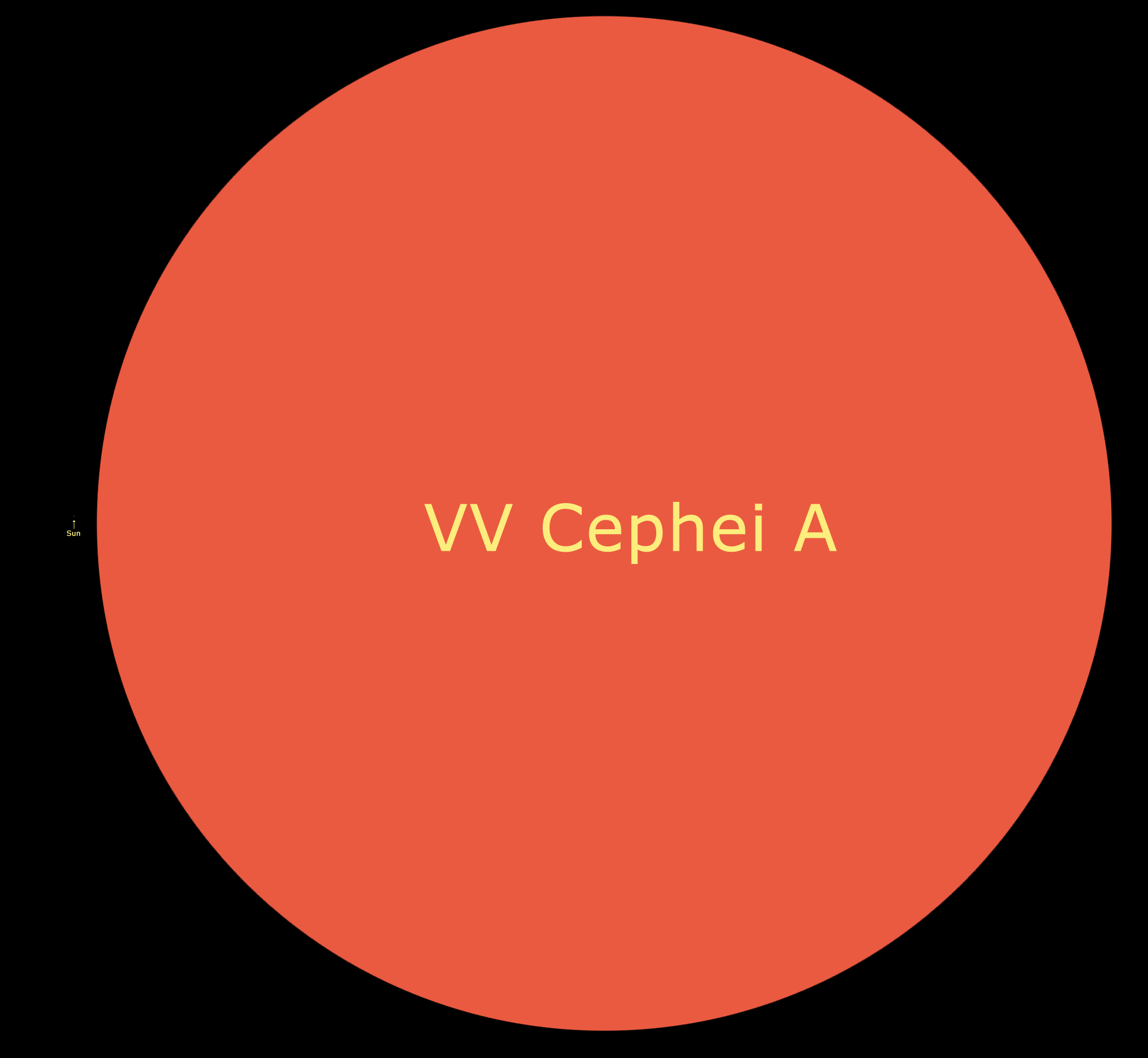
Raffronto tra le dimensioni complete di VV Cephei A e del Sole. Il Sole è invisibile finché non si clicca sull'immagine per ingrandirla, ed appare come un puntino microscopico sulla sinistra.

### VV Cephei A
VV Cephei A, la supergigante, è una delle stelle più grandi conosciute. È di tipo spettrale M2 e il suo raggio era stato stimato fino a 1900 volte quello del Sole. Tuttavia, come per altre grandi stelle, non è sempre facile misurare le reali dimensioni di stelle in questo stato: l'essere circondata da gusci opachi nell'estesa atmosfera, l'oscuramento del bordo, la luminosità instabile ed altri fattori concorrono nel rendere difficile la stima del raggio stellare. Nel 2010, il diametro angolare di VV Cephei è stato misurato con metodi astrometrici ed è risultato essere di 0,00638 secondi d'arco, che alla distanza alla quale si trova la stella, corrisponde un raggio di circa 1050 volte quello del Sole, una stima nettamente inferiore a quelle mostrate in studi precedenti ma sostanzialmente simile a quella ottenuta con metodi spettroscopici in uno studio di W. H. Bauer del 2008. In un altro studio più recente, del 2021, il raggio è risultato ancora inferiore alle stime precedenti, di circa 780 R⊙.
La massa era stata prima stimata in 100 volte quella del Sole, mentre in una misurazione effettuata da M.M. Hohle su stelle supermassicce si dà una stima di circa 64 masse solari, mentre la luminosità varia da 275.000 a 575.000 volte. Questi valori sono conosciuti solo con una certa approssimazione, considerando la grande distanza alla quale si trova la stella..
VV Cephei A non ha forma sferica, bensì ha forma di goccia dovuta alle forze mareali prodotte dal campo gravitazionale della vicina e calda compagna, la quale viene pesantemente oscurata da un disco di materia che la fredda supergigante cede. È anche una variabile pulsante semiregolare; si conoscono periodo di 58, 118 e 349 giorni, ed uno più lungo di 13,7 anni. Una stella con queste caratteristiche non può che finire la propria esistenza esplodendo in supernova, evento che potrebbe espellere la compagna convertendola in una stella fuggitiva.

### VV Cephei B
VV Cephei B, la stella bianco-azzurra di sequenza principale, è separata dalla stella più grande da una distanza media di 25 unità astronomiche, anche se l'eccentricità dell'orbita porta la distanza delle due stelle da 17 a 34 U.A.. È di tipo spettrale B8, è 20 volte più massiccia del Sole ed è almeno 100.000 volte più luminosa.
Il periodo orbitale del sistema è di 7430 giorni (20,3 anni). L'eclisse, che provoca un calo di luminosità del 20%, avviene quando la stella di classe B transita dietro all'enorme compagna, per una durata di 250 giorni. magnitudine v